# هنري الحلو
هنري الحلو (19 مارس/آذار 1953- الآن) سياسي ونائب لبناني ماروني وعضو اللقاء الديمقراطي الذي يرأسه النائب وليد جنبلاط.

## التعليم
يحمل شهادتي بكالوريس هندسة من جامعة كورنيل الأمريكية وماجستير الهندسة المعمارية من جامعة لندن عام 1981.

## الحياة الاجتماعية
ولد في بيروت عام 1953 لعائلة كانت تسكن بعبدا قبل انتقالها لبيروت عام 1860 ، والده بيار الحلو كان نائب سابق وجده لأمه ميشال شيحا كان مفكر ونائب سابق، هنري متزوج من ماريان ماتراس ولهما ثلاثة أبناء هما لوار وألكسندر وبيار.

## الحياة السياسية
عقب وفاة والده عام 2003 انتخب خلفاً له عن دائرتي بعبدا وعاليه وهو عضو في اللقاء الديموقراطي الذي يترأسه النائب وليد جنبلاط والذي رشحه في أبريل/نيسان 2014 لرئاسة الجمهورية 